# Pragmatodes fruticosella
Pragmatodes fruticosella är en fjärilsart som beskrevs av Walsingham 1908. Pragmatodes fruticosella ingår i släktet Pragmatodes och familjen stävmalar. Inga underarter finns listade i Catalogue of Life.